# LIFE ASPEA
LIFE ASPEA (Hedepletvinge-projektet), et projekt som blev startet anno 2000 af Nordjyllands Amt og blev ved kommunalreformen i 2007, overdraget til og ledet af Skov- og Naturstyrelsen fra landsdelcentret Buderupholm. 

## Projektet
- har til formål at forbedre levevilkårene og udbrede kendskabet til sommerfuglen Hedepletvinge, og i henhold til  aftalen skal involverede kommuner udføre naturpleje i eksisterende og potentielle levesteder for Hedepletvinge.
- er omfattet af EF's habitatdirektiv samt Bernkonventionen om beskyttelse af Europas vilde planter og dyr samt deres levesteder.
- omfatter en samarbejdsaftaler med tre kommuner, Frederikshavn, Aalborg og Vesthimmerland.
- rækker frem til udgangen af 2008.
- arbejder med seks indsatsområder:
  - Råbjerg Mose, Napstjært Mose, Jerup Hede, Kragskov Hede og Tolshave Mose.
  - Elling Ås udløb.
  - Kærsgård Strand, Vandplasken og Liver Å.
  - Store Vildmose.
  - De Himmerlandske Heder.
  - Skrædderengen  og Sønderup Ådal.

## Ekstern henvisning
- ASPEA – ET-LIFE-Natur projekt